# Metju Peri
Metju Langford Peri (engl. Matthew Langford Perry; Vilijamstaun, 19. avgust 1969 — Los Anđeles, 28. oktobar 2023) bio je američki glumac. Poznat je po ulozi Čandlera Binga u TV seriji Prijatelji.

## Biografija

### Detinjstvo i školovanje
Rođen je u Vilijamstaunu, Masačusets. Njegovi roditelji, Džon i Suzana Peri su se razveli pre njegovog prvog rođendana, i on se zajedno sa svojom majkom, koja je dobila potpuno starateljstvo nad njim, preselio u Kanadu. Odrastao je u Otavi, Ontario, gde je pohađao privatnu dečačku školu "Ešberi". U 4. godini je počeo da trenira tenis, u čemu je bio toliko uspešan, da je do svoje 13. godine dospeo u sam vrh tenisera u Otavi. Prvi put je došao u kontakt sa glumom, glumeći u školskoj predstavi. Napunivši 15 godina, odlazi u Los Anđeles, kod svog oca, nadajući se uspehu i u tenisu i u glumi. Ipak, 1984. godine, je odustao od dalje teniske karijere posle teškog poraza koji je pretrpeo u bitnom teniskom meču. Pošto je završio srednju školu "Bakli" u Šerman Ouksu, želeo je da školovanje nastavi na Univerzitetu južne Kalifornije, ali je odustao kada mu je ponuđena glavna uloga u jednoj TV seriji.

### Karijera
Ne računajući nekoliko epizodnih uloga u TV serijama ("240-Robert", "Charles in Charge" i "Silver Spoons"), njegova prva uloga u TV seriji bila je uloga Čeza Rasela u seriji "Second Chance". Serija je prikazivana jednu sezonu, ali je bila dovoljna da Metju postane zapažen na glumačkoj sceni. Narednih godina tumačio je epizodne uloge u više TV serijama ("Mr. Belvedere", "Just the Ten of Us", "Highway to Heaven", "Empty Nest", "Growing pains", "Who's the Boss", ""Beverli Hils", "Sibs" i "Dream On"), ali je bio i stalni član ekipe serija "Sydney" i "Home Free". Glumio je i u više televizijskih ("Dance 'Til Dawn", "Call Me Anna", "Deadly Relations", "L.A.X. 2194" i "Parallel Lives") i bioskopskih ("A Night in the Life of Jimmy Reardon", "She's Out of Control" i "Getting In") filmova.
1994. godine je na audiciji kod Dejvida Krejna i Marte Kaufman dobio ulogu Čandlera Binga u TV seriji "Prijatelji". Glumio je u svih 238 epizoda ove serije, od njenog početka 1994, pa sve do njenog kraja 2004. godine.
Uloga u "Prijateljima", donela mu je svetsku slavu, ali i nove uloge u TV serijama i filmovima. Posle "Prijatelja", glumio je u sledećim serijama: "The John Larroquette Show", "Caroline in the City" (tumačio je lik Čandlera Binga koji je tumačio i u "Prijateljima"), "Ali Mekbil", "Zapadno krilo", "Scrubs" i "Studio 60 on the Sunset Strip". Glumio je i u nekoliko filmova: "Fools Rush In", "Almost Heroes", "Three to Tango", "The Whole Nine Yards", "The Kid", "Zavoleti Saru", "The Whole Ten Yards", "Hoosiers II: Senior Year" i "Numb". Glumio je i u TV filmovima "Friday Night Lights Lost Scene" i "The Ron Clark Story".
2003. godine je glumio u predstavi Dejvida Mameta "Sexual Perversity". Bio je narator u audio knjizi Daglasa Kouplanda - "Microserfs", a 13. jula 2005. godine je vodio dodelu "I-Es-Pi-Vaj" nagrada u Los Anđelesu.
U 2008. godini, biće prikazana dva njegova filma: "The Laws of Motion", koji je u post-produkciji, i "The Beggining of Wisdom", koji je u pred-produkciji.

### Privatni život
Krajem 90-ih godina je postao alkoholičar, i kako bi ublažio probleme sa alkoholom, počeo je da koristi lek vikodin koji izaziva zavisnost. Nakon nesreće koju je doživeo 1997. godine, vozeći skuter za vodu, počeo je da uzima lekove pod nadzorom lekara i prijavio se u Hejzelden organizaciju koja pomaže alkoholičarima i zavisnicima od lekova. U leto 2000. godine je primljen u bolnicu zbog pankreatitisa, koji je nastao kao posledica uzimanja lekova. Tada je izgubio oko 10 kilograma, i promene u težini su se loše odrazile na njegove uloge. Za vreme snimanja filma "Zavoleti Saru" 2002. godine, ponovo se prijavio u program odvikavanja od lekova. 2005. godine je ponovo primljen u bolnicu zbog loše reakcije na prepisane lekove. Imao je problem sa zavisnošću od alkohola i narkotika.
Bio je u vezi sa glumicama Jasmin Blit, Džulijom Roberts (1995—1996), izvršnom producentkinjom Džejmi Tarses (1998), glumicom Rene Ešton (1999—2000), scenaristkinjom Gabrijelom Bober (2000), Rejčel Dan i glumicom Pajper Perabo (2006).
Dana 28. oktobra 2023. godine, pronađen je mrtav u džakuziju, u svom stanu u Los Anđelesu. Avgusta 2024. petoro ljudi je uhapšeno povodom njegove smrti uz optužbu da su iskoristili glumčevu zavisnost od ketamina da steknu visoku materijalnu dobit.

## Filmografija
| Uloge  |                                 |                                      |                          |          |
| Godina | Srpski naziv                    | Izvorni naziv                        | Uloga                    | Napomena |
| 1988   |                                 | A Night in the Life of Jimmy Reardon | Fred Roberts             |          |
| 1988   |                                 | Dance 'Till Dawn                     | Rodžer                   |          |
| 1990   |                                 | Call Me Anna                         | Desi Arnaz Mlađi         |          |
| 1993   |                                 | Deadly Relations                     | Džordž Vesterfild        |          |
| 1994   |                                 | L.A.X. 2194                          |                          |          |
| 1994   |                                 | Getting In                           | Randal Berns             |          |
| 1994   |                                 | Parallel Lives                       | Vili Morison             |          |
| 1997   | Ne zaljubljuj se na prvi pogled |                                      | Aleks Vitman             |          |
| 1998   |                                 | Almost Heroes                        | Lesli Edvards            |          |
| 1999   |                                 | Three to Tango                       | Oskar Novak              |          |
| 2000   | Ubica mekog srca                | The Whole Nine Yards                 | Oz                       |          |
| 2000   |                                 | The Kid                              | gospodin Vivijan         |          |
| 2002   | Kako sam zavoleo Saru           | Serving Sara                         | Džo Tajler               |          |
| 2004   | Povratak ubice mekog srca       | The Whole Ten Yards                  | Oz                       |          |
| 2005   |                                 | Hoosiers II: Senior Year             | trener Norman Dejl Mlađi |          |
| 2005   |                                 | Friday Night Lights Lost Scene       | fudbaler                 |          |
| 2006   |                                 | The Ron Clark Story                  | Ron Klark                |          |
| 2007   |                                 | Numb                                 | Hadson                   |          |
| 2008   |                                 | The Laws of Motion                   | Mori                     |          |
| 2008   |                                 | The Beginning of Wisdom              | Del                      |          |
| 2009   | Ponovo 17                       |                                      | stariji Majk O'Donel     |          |

## Nagrade
- 2002 - Nagrada "TV vodič" u kategoriji "Izbor urednika"[15][16]

## Spoljašnje veze
- Metju Peri на веб-сајту  (језик: енглески)
- Чендлер Бинг и феномен „Пријатеља“ – како је свет заволео Метјуа Перија, глумца који није волео себе